# 国网内蒙古东部电力有限公司
国网内蒙古东部电力有限公司是国家电网公司在内蒙古自治区的全资子公司，负责内蒙古东部呼伦贝尔市、兴安盟、通辽市、赤峰市电网的规划建设、运营管理业务。总部位于内蒙古自治区呼和浩特市赛罕区如意开发区鄂尔多斯东街11号。

## 历史
国网内蒙古东部电力有限公司成立于2009年6月29日，由原属东北电网公司的赤峰、通辽电业局和原属内蒙古电力公司的兴安、呼伦贝尔电业局划转组建。
1978年，蒙东地区第一条220千伏送电线路—元宝山一次变至辽宁建平一次变建成投运。
1983年，呼伦贝尔盟电业系统以海拉尔为中心与满洲里灵泉联网，从此建成以110千伏为网架的呼伦贝尔盟岭西供电网。
1997年末，呼伦贝尔盟从新中国建立初期的分散孤立供电区，发展成3个跨市、旗行政区供用电力网。
2004年，扎兰屯—乌兰哈达220千伏输变电工程投运，呼伦贝尔电网与兴安电网联网，形成了呼兴区域电网呼伦贝尔电网主要由兴安盟北部地区电网和呼伦贝尔地区电网组成，以220千伏为主网架，以110千伏和66千伏两个电压等级向各旗县供电。其220千伏主网架西起满洲里变电站，到兴安盟的音德尔变电站和乌兰哈达变电站，输电距离近900千米，由于网架薄弱、负荷低，一旦发生较大机组跳闸时就会造成部分地区停电，电网抗干扰能力较差、可靠性极弱。
2009年10月16日，呼伦贝尔电网通过单回220千伏伊矿甲线与东北主网实现联网结束了呼伦贝尔地区电网长期孤网运行的历史，呼伦贝尔、兴安电网并入东北主网。实现蒙东呼伦贝尔、兴安、通辽、赤峰四地电网全部与东北主网实现500千伏电压等级联网，改变了蒙东地区电网“大机小网”的突出矛盾，提升地区电网供电可靠性和电能质量。蒙东初步形成了以500千伏电网为骨干网架、220千伏电网基本实现县域全覆盖、110（66）千伏电网链式环网与辐射性相配合的供电网络。蒙东地区拥有220千伏变电站85座、500千伏变电站12座，110（66）千伏及以上输电线路长度、变电容量分别是公司成立之初的3.95倍和6.21倍。
2012年，随着电网500千伏网架日益坚强并不断向北延伸，呼伦贝尔地区电网通过海北变两台500千伏主变与东北主网终于实现了双回联网，极大提升了地区电网运行可靠性和电网运行方式安排的灵活性。
2018年，海北—兴隆—岭东—冯屯500千伏输变电工程顺利投运，实现了呼伦贝尔500千伏主网与东北电网呈现环形供电模式，同时解决了岭东地区220千伏呼盟网与兴安网一站两网的运行方式。